# Dryops major
Dryops major is een keversoort uit de familie ruighaarkevers (Dryopidae). De wetenschappelijke naam van de soort werd in 1887 gepubliceerd door David Sharp.